# تپه سارمران
تپه سارمران مربوط به اوایل دوره ساسانی تا قرون میانی دوره اسلامی است و در شهرستان اسفراین، بخش مرکزی، دهستان دامنکوه، ۷۰۰ متری جنوب روستای توی واقع شده است. این اثر در تاریخ ۳۰ دی ۱۳۸۵ با شمارهٔ ثبت ۱۶۹۷۳ به عنوان یکی از آثار ملی ایران به ثبت رسیده است.